# Clinophilie
 (août 2014).
La clinophilie est le fait de rester au lit, la journée, allongé, pendant des heures, tout en étant éveillé.

## Étymologie et conséquences
Le mot clinophilie signifie « aimer rester allongé » (du grec clino- [allongé] et -philia [amour]).
C'est un des premiers symptômes de la dépression, ou de la schizophrénie, mais elle ne constitue pas, en elle-même, une maladie. Les clinophiles ressentent généralement un sentiment d'isolement et de tristesse refoulée.

## Description
C'est un trouble d'origine psychologique parfois trouvé dans la dépression ou certaines formes de schizophrénie. Les clinophiles se sentent généralement seuls. Il faut faire attention à ne pas confondre ce trouble avec une véritable hypersomnie puisque dans cette dernière les patients dorment réellement et très profondément alors que dans la clinophilie, on ne retrouve pas objectivement ce long temps de sommeil que les patients peuvent décrire. Dans la clinophilie, si les patients se plaignent de trop dormir, cela est dû à des problèmes psychiques et non pas à un défaut physiologique d'un système d'éveil/sommeil comme dans les cas de l'hypersomnie idiopathique ou de la narcolepsie. De même, elle ne doit pas être confondue avec la dysanie qui décrit une difficulté à sortir du lit, alors que la clinophilie ne décrit pas un « frein » à se lever, mais davantage une « volonté » de rester allongé.
La clinophilie peut également accompagner un syndrome post-chute dans le cadre d'une régression psychomotrice globale chez la personne âgée.
Bien qu'elle puisse toucher n'importe qui, la clinophilie semble présenter une certaine prévalence chez les femmes de 20 à 40 ans (notamment après d'importants changements hormonaux) et chez les personnes âgées.

## Traitements
Les principales méthodes utilisées pour soigner la dysanie consistent principalement à traiter la maladie dont elle est le symptôme. On note également le recours aux thérapies comportementales et cognitives,.